# 岩崎なおあき
岩崎 なおあき（いわさき なおあき、1967年10月13日 - ）は、関西地区を中心に活動するタレント、ラジオパーソナリティ、舞台俳優。妹尾和夫が主宰する劇団パロディフライに所属（2011年10月から2015年3月までは劇団自体が昭和プロダクションと業務提携）。本名は岩崎直哲（読みは芸名と同じ）。別名、ベンジャミン岩崎

## 人物
愛知県名古屋市生まれ、大阪府豊中市と兵庫県尼崎市で育つ。仁川学院高等学校卒。ABCラジオの『全力投球!!妹尾和夫です』（金曜日レギュラー）などに出演していた。

1990年代後半のラジオ大阪『ブンブンリクエスト金曜』では自分に対する批判的なネタを集める『きっついな～親分さん!』というコーナーを設け、『おい岩崎!首吊れ』というリスナーからのハガキが番組史上有数のウケとなった。
趣味はテニスやスキー、ゴルフ。またプロレス通でもある。8歳上の兄がいる。2男あり。159cm(公称160cm)。
19、20歳の頃から妹尾のもとでお笑いの勉強を始める。2007年3月17日に行われた第1回 エアディナー大会にて優勝。2018年離婚し、90歳の母と2人暮らし(2022年11月時点)。
物まねが得意で物まねの漫談芸で舞台に出ることもある。

## 出演番組
- パロディフライアワー（RADIO BALLOON）
- 鞍馬天狗（NHK大阪）第一話 - 鬼面の老女
- とんねるずのみなさんのおかげでした（フジテレビ）
  - 博士と助手〜細かすぎて伝わらないモノマネ選手権〜

第15回及び第16回において、栗山英樹の物まねを演じる。
栗山の日本ハム監督就任後は出演しなかったが、後継企画である『ザ・細かすぎて伝わらないモノマネ』（「土曜プレミアム」2018年11月24日放送分）にて久々の出演を果たした（同年、栗山が日本ハム監督在任中ながら『熱闘甲子園』のキャスターに1日限定で復帰したことから）。
- カモン!EXPO大作戦!（FM OSAKA／2011年4月 - ）
- せのぶら本舗（朝日放送テレビ）

## 過去の出演番組
- 第12回ABCお笑い新人グランプリ（朝日放送／1991年） - 当時の表記は本名と同じ岩崎直哲
- ざまぁKANKAN!（読売テレビ／1989年-1990年） - 同上。番組中期以降に若手メンバーの一員として出演していた。
- 羽川英樹のLLらんど!（ABCラジオ） - 中継リポーター
- 全力投球!!妹尾和夫です（ABCラジオ／2003年9月-2009年7月） - 金曜日レギュラー
- 宇野ひろみのおはようパートナー（ABCラジオ／2004-2006年） - 同番組のパーソナリティ・宇野ひろみが夏休みの際のピンチヒッター
- 岩崎なおあきの情報てんこ森（ABCラジオ／2006年10月-2007年9月）
- 耳で味わう なおあき・ともちんのグルメダイニング!（ABCラジオ／2007年4月-9月）
- あなたに伝えたい大切な道（ABCラジオ）
- ABCスポーツプラス（ABCラジオ）
- OBCブンブンリクエスト（ラジオ大阪）
- ひらかたSHOW店街～KIKU ZONE～（エフエムひらかた）
- 爆笑BOOING（関西テレビ） - 勝ち抜けず
- 岩崎なおあきのキンキンナイトフィーバー（ラジオ大阪／2007年4月-2008年6月）
- 美しくなりま専科（サンテレビなど）